# أسطورة (فلم)
أسطورة فيلم من إنتاج بريطاني أمريكي من عام 1985، وهو فيلم فنتازيا ومغامرات، وهو من إخراج ريدلي سكوت، وبطولة توم كروز، وميا سارا، وتيم كاري، وديفيد بينينت، وأليس بلايتين، وبيلي بارتي، وكورك هوبرت، وأنابيل لينيون. وهو فيلم خرافي وُصف بأنه عودة إلى زمن الخرافات الأصلية التي تناقلت شفوياً من العصور القديمة قبل انتشار القراءة والكتابة. كما في خرافات إيسوب التي تعود للقرن الخامس الميلادي، وغير ذلك من إصدارات شركة والت ديزني. تضمن الفلكلور التقليدي معارف ومعتقدات قاسية تمثلت في النثر والأمثال والقصص والأحاجي والقصائد والأغاني والأعمال الدرامية والأساطير.
على الرغم من أن الإصدار الأول لم يحقق نجاحاً تجارياً، حصل الفيلم على جائزة الجمعية البريطانية للسينمائيين لأفضل تصوير سينمائي عام 1985، وحصل عليها المصور السينمائي أليكس تومسون. كما ترشح الفيلم لعدة جوائز منها: جائزة الأوسكار لأفضل مكياج وتصفيف شعر وجائزة أكاديمية الخيال العلمي وجائزة زحل لأفضل ماكياج وجوائز الأكاديمية البريطانية لفنون الفيلم والتلفزيون لأفضل تصميم أزياء وأفضل فنان ماكياج وأفضل تأثيرات بصرية خاصة وجوائز DVD الحصرية.

## طاقم التمثيل
- توم كروز بدور جاك[6]
- ميا سارا بدور الأميرة ليلي
- تيم كاري بدور شيطان[6]
- ديفيد بنينت بدور هانيثورن غامب
- أليس بليتين بدور بليكس
- بيلي بارتي بدور سكروبول

## روابط خارجية
- مقالات تستعمل روابط فنية بلا صلة مع ويكي بيانات